# Gasteria croucheri
Gasteria croucheri är en grästrädsväxtart som först beskrevs av Joseph Dalton Hooker, och fick sitt nu gällande namn av John Gilbert Baker. Gasteria croucheri ingår i släktet Gasteria och familjen grästrädsväxter. Artens utbredningsområde är från sydöstra Kapprovinsen till östra KwaZulu-Natal. Inga underarter finns listade i Catalogue of Life.